# Level-R
『Level-R』は、ハンガリーのInvictus Gamesが開発したオンラインレースゲーム。日本での（かつての）運営はゲームポットが行っていた。2010年サービス終了（後述）。

## 沿革（日本語版）
- 2006年12月15日から12月17日まで通信機能などのチェックのため技術テスト
- 2007年2月2日から2月16日までクローズドβテスト
- 2007年4月27日よりオープンβテスト
  - 長らくオープンβテスト期間が続く。
- 2008年10月21日より正式サービス開始。
- 2010年2月1日、サービス終了告知が行われた
- 2010年3月15日正午を以て日本におけるサービスを終了した。

## 特徴
最大8人がネットワークを通じて同時に対戦できるレースゲームで、グラフィックは3D方式である。
Invictus Gamesが開発した物理エンジンを使用しているため、車が何かに衝突・接触した時にダメージを受けると、車が壊れたり操作がしにくくなったりする。修理機能やコース復帰機能があるため、初心者やレースゲームが苦手な人にもプレイしやすい設計となっている。
対戦時の通信にP2P方式を採用しており、データを高速でやり取りすることで通信遅延を減らす工夫がされている。なお、クローズドβテスト以降はクライアント/サーバ方式も併用する形となっている。
コースには東京の丸の内や皇居周辺、丹沢山の山間部など実在の道路をモデルとしたコースもあった。

## ゲームシステム

### オッズとレート
ともに車の性能とレースでの成績を数値化したもの。初期にオッズが導入される。車種とチューンアップの内容などで上下する。性能が良い車ほどオッズが高くなる。またレースで成績に応じても上下する（オッズが変動しないレースに設定することもできた）。大型アップデートによりオッズとともに車の性能を数値化したものとしてレートも併用されるようになった。対戦ルーム作成時に参加できるオッズの範囲を設定できる。

### リペア（修理）
車がダメージを受けた時に「Backspaceキー」（初期設定）を押すと、車がリペア（修理）される。回数制限はないが、修理時には強制的に速度が落ちてタイムロスに繋がるため、多用することはあまり好ましくない。

### コース復帰
車がコースから外れた時に「Rキー」（初期設定）を押すと、元のコース上に復帰できる。復帰時は停止した状態のため、リペア同様にタイムロスが発生する。

## クルマ
レースで使用する車は、最初に四種類の中から一台を選択して所有でき、ライセンステストを受けたり、ショップで購入することで、新しい車を手に入れることができる。手に入れた車は、ショップで購入したパーツを装備したり、アップグレードを行うことで性能をアップさせることができる。

### Level-Rシリーズ登場車種（各海外版含む）
特に指定がない限り、各項目別で年式の古い順に並べている。

### ゲームオリジナル
～1989年
- 1968年式　Invictus Phoenix 400 HO
- 1984年式　Invictus Corall Spire GTi
- 1984年式　Invictus Ranger 4x4
- 1985年式　Invictus Spiedo Forte

1990年代
- 1991年式　Invictus Hexan GT
- 1993年式　Invictus TA/Pro
- 1999年式　Kawana K660
- 1999年式　Miyato Wizz

2000～2005年
- 2000年式　Invictus Quadro SF-6
- 2000年式　Lion Executive Sedan
- 2003年式　Invictus Panama GT Ray
- 2004年式　Invictus Buggy Evo2

2006年以降
- 2007年式　Invictus Lagoon Destroyer 4x4
- 2007年式　Corus S3
- 2007年式　Invictus Stallion GT
- 2007年式　Invictus Harpoon GT
- 2007年式　Invictus TA/Intimidator
- 2009年式　Invictus Cobra Coupe

### 実在
トヨタ
- 1967年式　2000GT
- 1985年式　カローラ(スプリンタートレノ)GTS 3dr.（AE86）
- 1997年式　MR2 GT-S（SW20）
- 2006年式　4ランナー(ハイラックスサーフ)Sport 4wd

マツダ
- 1985年式　サバンナRX-7 GTリミテッド日本仕様車（FC3S）
- 1999年式　クセドス6（ユーノス500)
- 2002年式　RX-7 スピリットR タイプA（FD3S）
- 2003年式　RX-8 タイプS日本仕様車

ホンダ
- 1991年式　シビックVTi（EG6）
- 2002年式　NSX-R（NA2）
- 2003年式　S2000（AP1）
- 2004年式　シビックタイプR（EP3）

三菱
- 2006年式　アウトランダー(エアトレック・スポーツギア) LS AWD
- 2006年式　ランサーエボリューションⅨ MR

スバル
- 2006年式　インプレッサWRX STi（鷹目）

GM
- 2005年式　ハマー・H3 アルファ
- 2007年式　シボレー・コルベットC6 LS2
- 2008年式　シボレー・カマロコンセプト

### パーツ
ショップで購入したパーツを装備することで、車の外観を変えたり、性能を調整することができる。
パーツは「ボディ」「塗装」「パワー」「ハンドリング」に分かれる。

### アップグレード
所有している車をアップグレードすることで、高い性能を得ることができる。「アップグレード（軽量化）」と「最大出力向上」の二項目がある。

## モード

### プラクティス
一人で自由に走行できるモード。コースの下見や対戦前の練習などに使われる。

### Virsus（対戦）モード
最大8人でレース対戦をするモード。トップでゴールした人は、より多くのポイントを得ることができる。
トップがゴールした瞬間から15秒ほどで、まだゴールしていない車があってもレースは強制的に終了する。

### Funモード
レース以外で対戦するモード。
CTF（Catch The Flag（旗取り））モードやエクスプローラーモード、ドリフト、ドラッグモードがあった。

### ミッションモード
決められたコース・車・状態でプレイし、クリアするモード。
ミッションをプレイするときは、レッド・イエローキーが必要となる。

## 料金体系
基本料金無料でゲームをプレイすることができるが、一部アイテムは購入時に課金が必要となる。
基本的に実車は課金、特殊アイテムなども課金設定され、やがて一部アップグレードアイテムも課金で購入できるようになった。

## 動作環境
最低：Pentium 4 2GHz以上・メモリ512MB以上・Geforce 6600シリーズあるいはRADEON X700シリーズ以上
推奨：Pentium 4 2.5GHz以上・メモリ1GB以上・Geforce 7600シリーズあるいはRADEON X800シリーズ以上

## 不正対策
クローズドβテストの途中から不正行為が目立ち始め、各コースのコースレコード上位が1秒未満で埋め尽くされるという事態に陥った。そのためクローズドβテスト途中よりnProtect GameGuardが導入され、またコースレコードのリセットも行われた。これにより不正行為は激減した。

## 海外版
Level-Rの各国語版は、以下の通り数か国にて運営されている
- 北米：HEAT 運営：Innologin Ltd
- 臺灣：R進化                   運営：松崗科技
- 中国：极限飚车　                  運営：Joyzone
- EU：Level R                      運営：Gamigo
- ロシア：Скорость Онлайн       運営：ZZMA
- インドネシア：Fast Black　  運営：Onelife
- タイ：Level-X               運営：Winner Online